# Élections municipales dominicaines de 2020
Les élections municipales dominicaines de 2020 ont lieu le 15 mars 2020 afin de renouveler les conseillers municipaux de la République dominicaine.
Initialement prévu le 16 février, le scrutin est reporté en catastrophe le jour même du fait d'une faille électronique ayant affecté le système de bornes à voter, effaçant une grande partie des listes de candidats de plus de la moitié des bureaux de vote. L'évènement provoque une vive polémique dans le pays, ainsi que des heurts entre manifestants et forces de l'ordre ayant causé au moins deux morts.